# Luis Arrieta
Luis Eduardo Arrieta (né le 17 juillet 1914 et mort le 9 juillet 1972 à Concordia) est un joueur de football international argentin qui évoluait au poste d'attaquant.

## Biographie

### Carrière en club
Il termine meilleur buteur du championnat d'Argentine en 1943 avec 33 buts, en compagnie de Raúl Frutos et Ángel Labruna.

### Carrière en sélection
Luis Arrieta reçoit huit sélections en équipe d'Argentine entre 1940 et 1941, inscrivant cinq buts.

## Palmarès
| Lanús - Championnat d'Argentine : - Meilleur buteur : 1943 (23 buts). |  | Argentine - Championnat sud-américain (1) : - Vainqueur : 1941. |